# Maxi Gómez
Maximiliano Gómez González (Paysandú, Uruguay, 14 de agosto de 1996) es un futbolista uruguayo. Juega como delantero en el Club Nacional de Football, de la Primera División de Uruguay.

## Trayectoria

### Juvenil
Se formó en las categorías inferiores del Club Atlético Litoral, equipo decano de su ciudad natal, Paysandú.
En el 2013 viajó a Montevideo para probarse en Defensor Sporting, estuvo una semana en el club y con 17 años quedó al recibir el visto bueno de los entrenadores.
Se integró a las formativas del club, a Quinta División, salieron campeones del Torneo Clausura sub-17 y ganaron el Campeonato Uruguayo 2013 de la categoría. Al año siguiente, en el 2014, Maxi volvió a ser campeón, esta vez con la sub-19, ganaron tanto el Apertura como el Clausura, por lo que se coronaron campeones de Cuarta División.
Comenzó el año 2015 en su segundo año de Cuarta División, pero para la primera mitad de la temporada 2015/16, fue ascendido al plantel absoluto.

### Defensor Sporting
Debutó como profesional el 15 de septiembre de 2015, en el partido de vuelta de la segunda fase de la Copa Sudamericana 2015, ingresó al minuto 89 por Romario Acuña y derrotaron a Universitario por 1 a 0. Por un global de 4 a 0, Defensor clasificó a la siguiente fase.
Su segundo encuentro lo disputó el 1 de octubre, en el partido de vuelta de octavos de final, contra Lanús en el Franzini, ingresó al minuto 70 por Acuña, empataron 0 a 0 y fueron a penales porque el partido de ida había finalizado sin goles también. El equipo argentino erró su primer tiro, los uruguayos metieron los cuatro primeros remates, Maxi pateó el quinto penal violeta y lo convirtió en gol, por lo que clasificaron a cuartos de final.
Luego del anotar el gol de la clasificación, fue entrevistado y declaró:

«Fue gracias a ellos, a mis compañeros, que confiaron en mí, e hice el gol. Fleurquín me dijo si quería patear y le dije que sí, porque en inferiores pateo yo, por eso fui, agarré la pelota y rematé.»

Su debut en Primera División fue el 4 de octubre en el Gran Parque Central, se enfrentaron a Nacional, Maxi ingresó por Facundo Castro para comenzar jugando en el segundo tiempo pero perdieron 4 a 0.
El 16 de octubre se enfrentaron a Wanderers por el torneo local, anotó su primer gol oficial pero perdieron 3 a 2. En la fecha 11 su rival fue Juventud, anotó su primer doblete y ganaron 4 a 1. El 20 de noviembre jugó como local contra El Tanque Sisley, volvió a anotar por duplicado pero empataron 2 a 2.
Gómez finalizó el Torneo Apertura 2015 con 8 partidos jugados, 5 goles y 2 asistencias.
A nivel internacional, totalizó 4 partidos jugados, pero fueron eliminados en cuartos de final por Huracán por un global de 1 a 0.
En el Torneo Clausura del año siguiente, estuvo presente en las 3 primeras fechas, pero perdieron en cada encuentro.
El 28 de febrero de 2016, se jugó el clásico entre Defensor Sporting y Danubio, fue titular, comenzaron ganando con un gol de Felipe, pero finalizó el primer tiempo 2 a 1 en contra. Para la segunda mitad, mejoró el equipo, Maxi empató el encuentro al minuto 70, y luego al minuto 98, en la última jugada, nuevamente vulneró la portería danubiana, convirtió el gol del triunfo, quedó inconsciente por un instante al recibir un golpe del arquero, pero se recuperó y ganaron 3 a 2.
A mediados de mayo, trascendió la posibilidad de ser incorporado por River Plate para el segundo semestre del año.
En la fecha 13, jugaron contra El Tanque Sisley el 22 de mayo, Maxi anotó 4 goles por primera vez en su carrera y ganaron 6 a 5, por lo que El Tanque descendió de categoría. Debido a su gran actuación, fue elegido el jugador de la fecha para Tenfield.
Defensor Sporting finalizó el Torneo Clausura en octava posición, pero Maxi se destacó con 9 goles en 13 partidos disputados.
La segunda mitad del año 2016, se jugó el Campeonato Uruguayo Especial, un torneo a una rueda, para cambiar el formato de la temporada europea por una anual.
El equipo tuvo un comienzo irregular, pero en los últimos 7 partidos no conocieron la derrota, con victorias importantes ante Nacional y Peñarol, culminaron el Campeonato en cuarta posición, lo que significó clasificar a la próxima Copa Sudamericana. Maxi defendió la violeta en 14 oportunidades, marcó 4 goles y brindó 5 asistencias.
Para el Torneo Apertura 2017, mantuvo su nivel, aunque en las 2 primeras fechas no convirtió.
A nivel continental, el 1 de abril, fue titular para enfrentar a Liga de Quito en La Casa Blanca ante más de 35000 espectadores por Copa Sudamericana, al minuto 50 anotó su primer gol internacional y finalmente empataron 2 a 2.
El 5 de abril, en el plano local, se enfrentaron a Danubio, Maxi facturó por duplicado y ganaron 0-2.
En la fecha 8, recibieron a Peñarol en el Franzini, Gómez anotó un gol pero empataron 2-2.
Defensor Sporting llegó a la fecha 14 con 30 puntos, dos menos que el líder Nacional, club con el que se enfrentaron en el Franzini. Al minuto 32 Sebastián Fernández convirtió un gol para los bolsos y finalizó el primer tiempo con el marcador a favor de Nacional 0-1. En la segunda mitad, al minuto 47, Gonzalo Bueno recibió un pase de Maxi y lo convirtió un gol para empatar el juego, luego el mismo Gómez pateó un penal y puso el triunfo parcial, 2-1. Ya en los minutos finales, nuevamente Bueno vulneró la portería de Esteban Conde y los violetas se adelantaron en el marcador por 3-1, en tiempo cumplido el jugador tricolor Brian Lozano remató desde fuera del área y acortó distancias, pero el partido finalizó 3-2 a favor de Defensor Sporting. Por primera vez en el Torneo Apertura quedaron como líderes, con 33 puntos, a falta de una fecha.
El Torneo se definió en la última jornada, el 13 de mayo de 2017 Defensor Sporting jugó contra Fénix en el Parque Capurro, dependiendo de sí mismo para lograr el título. Al minuto 20 Maxi abrió el marcador, mediante el punto penal convirtió el primer gol del encuentro, pero antes de finalizar el primer tiempo, Cecilio Waterman recibió un pase cerca de la mitad de la cancha, encaró la defensa violeta, amagó hacia un lado y enganchó hacia el otro, penetró al área y convirtió el empate parcial. Para el segundo tiempo se mantuvo la paridad hasta el minuto 78, instancia en la que Gómez recibió un pase de pecho de Carneiro, desde el borde el área rival remató al arco, pero se desvió en un jugador, por lo que descolocó al arquero de Fénix y recibió el gol. Tras 90 minutos, ganó Defensor 2 a 1 y se coronó campeón del Torneo Apertura 2017, el sanducero colaboró con 11 goles y 3 asistencias en 12 partidos jugados.
El 22 de mayo de 2017, fue anunciado como fichaje de Celta de Vigo para la temporada 2017/18. Maximiliano Gómez dejó Defensor Sporting con 52 partidos jugados, 31 goles convertidos y 11 asistencias realizadas.

### Europa
Maxi llegó a España el 25 de junio de 2017. Al día siguiente firmó contrato con el Real Club Celta de Vigo de la Primera División de España hasta 2022. Anotó 18 goles en 36 participaciones en Primera División, contra 22 goles de su compañero Iago Aspas. En la temporada 2018-19 anotó 13 goles en 35 partidos.
El 14 de julio de 2019 el Valencia C. F. hizo oficial su fichaje hasta el 30 de junio de 2024 con una cláusula de rescisión de 30 millones de euros.
El 1 de septiembre de 2022 fichó por el Trabzonspor de Turquía. Estuvo una temporada y en agosto de 2023 regresó a España después de ser cedido al Cádiz C. F. con una opción de compra.

## Selección nacional
Hizo su debut para Uruguay como cambio contra Polonia a fines del 2017.

En mayo de 2018 fue nombrado entre los 23 jugadores de la selección de Uruguay para la Copa Mundial de la FIFA 2018 en Rusia.

### Participaciones en Copas Américas
| Copa              | Sede   | Resultado        | Partidos | Goles |
| ----------------- | ------ | ---------------- | -------- | ----- |
| Copa América 2021 | Brasil | Cuartos de final | 1        | 0     |

### Goles internacionales
| #  | Fecha                | Lugar                                   | Rival     | Gol | Resultado | Competición              |
| -- | -------------------- | --------------------------------------- | --------- | --- | --------- | ------------------------ |
| 1. | 25 de marzo de 2019  | Guangxi Sports Center, Nanning, China   | Tailandia | 4–0 | 4–0       | China Cup 2019           |
| 2. | 7 de junio de 2019   | Estadio Centenario, Montevideo, Uruguay | Panamá    | 1–0 | 3–0       | Amistoso                 |
| 3. | 9 de octubre de 2020 | Estadio Centenario, Montevideo, Uruguay | Chile     | 2–1 | 2–1       | Eliminatorias Catar 2022 |
| 4. | 11 de junio de 2022  | Estadio Centenario, Montevideo, Uruguay | Panamá    | 4–0 | 5-0       | Amistoso                 |

## Estadísticas

### Clubes
Actualizado hasta su último partido disputado el 2 de agosto de 2025.
| Club                           | Div.          | Temporada     | Liga  | Liga  | Liga   | Copas nacionales | Copas nacionales | Copas nacionales | Torneos internacionales | Torneos internacionales | Torneos internacionales | Total | Total | Total  |
| Club                           | Div.          | Temporada     | Part. | Goles | Asist. | Part.            | Goles            | Asist.           | Part.                   | Goles                   | Asist.                  | Part. | Goles | Asist. |
| ------------------------------ | ------------- | ------------- | ----- | ----- | ------ | ---------------- | ---------------- | ---------------- | ----------------------- | ----------------------- | ----------------------- | ----- | ----- | ------ |
| Defensor Sporting C. · Uruguay | 1.ª           | 2015-16       | 21    | 14    | 4      | ―                | ―                | ―                | 4                       | 0                       | 0                       | 25    | 14    | 4      |
| Defensor Sporting C. · Uruguay | 1.ª           | 2016          | 14    | 4     | 5      | ―                | ―                | ―                | ―                       | ―                       | ―                       | 14    | 4     | 5      |
| Defensor Sporting C. · Uruguay | 1.ª           | 2017          | 12    | 10    | 3      | ―                | ―                | ―                | 1                       | 1                       | 0                       | 13    | 11    | 3      |
| R. C. Celta de Vigo · España   | 1.ª           | 2017-18       | 36    | 18    | 5      | 3                | 0                | 0                | ―                       | ―                       | ―                       | 39    | 18    | 5      |
| R. C. Celta de Vigo · España   | 1.ª           | 2018-19       | 35    | 13    | 5      | 1                | 0                | 0                | ―                       | ―                       | ―                       | 36    | 13    | 5      |
| R. C. Celta de Vigo · España   | Total club    | Total club    | 71    | 31    | 10     | 4                | 0                | 0                | 0                       | 0                       | 0                       | 75    | 31    | 10     |
| Valencia C. F. · España        | 1.ª           | 2019-20       | 33    | 9     | 3      | 4                | 1                | 0                | 6                       | 0                       | 1                       | 43    | 10    | 4      |
| Valencia C. F. · España        | 1.ª           | 2020-21       | 31    | 7     | 5      | ―                | ―                | ―                | ―                       | ―                       | ―                       | 31    | 7     | 5      |
| Valencia C. F. · España        | 1.ª           | 2021-22       | 29    | 5     | 2      | 3                | 0                | 0                | ―                       | ―                       | ―                       | 32    | 5     | 2      |
| Valencia C. F. · España        | 1.ª           | 2022-23       | 3     | 0     | 0      | 0                | 0                | 0                | ―                       | ―                       | ―                       | 3     | 0     | 0      |
| Valencia C. F. · España        | Total club    | Total club    | 96    | 21    | 10     | 7                | 1                | 0                | 6                       | 0                       | 1                       | 109   | 22    | 11     |
| Trabzonspor Turquía            | 1.ª           | 2022-23       | 26    | 5     | 4      | 3                | 1                | 1                | 5                       | 1                       | 1                       | 34    | 7     | 6      |
| Trabzonspor Turquía            | 1.ª           | 2023-24       | 1     | 0     | 0      | ―                | ―                | ―                | ―                       | ―                       | ―                       | 1     | 0     | 0      |
| Trabzonspor Turquía            | Total club    | Total club    | 27    | 5     | 4      | 3                | 1                | 1                | 5                       | 1                       | 1                       | 35    | 7     | 6      |
| Cádiz C. F. · España           | 1.ª           | 2023-24       | 31    | 0     | 0      | 2                | 0                | 0                | ―                       | ―                       | ―                       | 33    | 0     | 0      |
| Cádiz C. F. · España           | Total club    | Total club    | 31    | 0     | 0      | 2                | 0                | 0                | 0                       | 0                       | 0                       | 33    | 0     | 0      |
| Defensor Sporting C. · Uruguay | 1.ª           | 2025          | 14    | 3     | 3      | ―                | ―                | ―                | ―                       | ―                       | ―                       | 14    | 3     | 3      |
| Defensor Sporting C. · Uruguay | Total club    | Total club    | 61    | 31    | 15     | 0                | 0                | 0                | 5                       | 1                       | 0                       | 66    | 32    | 15     |
| C. Nacional de F. · Uruguay    | 1.ª           | 2025          | 3     | 2     | 4      | ―                | ―                | ―                | ―                       | ―                       | ―                       | 3     | 2     | 4      |
| C. Nacional de F. · Uruguay    | Total club    | Total club    | 3     | 2     | 4      | 0                | 0                | 0                | 0                       | 0                       | 0                       | 3     | 2     | 4      |
| Total carrera                  | Total carrera | Total carrera | 289   | 90    | 43     | 16               | 2                | 1                | 16                      | 2                       | 2                       | 321   | 94    | 46     |
| 1. 2. 3.                       |               |               |       |       |        |                  |                  |                  |                         |                         |                         |       |       |        |

### Selección nacional
Actualizado hasta su último partido disputado el 8 de septiembre de 2023.
| Selección          | Año             | Amistosos | Amistosos | Amistosos | Eliminatorias | Eliminatorias | Eliminatorias | Continental | Continental | Continental | Mundial | Mundial | Mundial | Total | Total | Total  |
| Selección          | Año             | Part.     | Goles     | Asist.    | Part.         | Goles         | Asist.        | Part.       | Goles       | Asist.      | Part.   | Goles   | Asist.  | Part. | Goles | Asist. |
| ------------------ | --------------- | --------- | --------- | --------- | ------------- | ------------- | ------------- | ----------- | ----------- | ----------- | ------- | ------- | ------- | ----- | ----- | ------ |
| Absoluta · Uruguay | 2017            | 2         | 0         | 0         | ―             | ―             | ―             | ―           | ―           | ―           | ―       | ―       | ―       | 2     | 0     | 0      |
| Absoluta · Uruguay | 2018            | 5         | 0         | 0         | ―             | ―             | ―             | ―           | ―           | ―           | 2       | 0       | 0       | 7     | 0     | 0      |
| Absoluta · Uruguay | 2019            | 8         | 2         | 1         | ―             | ―             | ―             | ―           | ―           | ―           | ―       | ―       | ―       | 8     | 2     | 1      |
| Absoluta · Uruguay | 2020            | ―         | ―         | ―         | 2             | 1             | 0             | ―           | ―           | ―           | ―       | ―       | ―       | 2     | 1     | 0      |
| Absoluta · Uruguay | 2021            | ―         | ―         | ―         | 2             | 0             | 0             | 1           | 0           | 0           | ―       | ―       | ―       | 3     | 0     | 0      |
| Absoluta · Uruguay | 2022            | 3         | 1         | 0         | 2             | 0             | 0             | ―           | ―           | ―           | 2       | 0       | 0       | 7     | 1     | 0      |
| Absoluta · Uruguay | 2023            | 2         | 0         | 0         | 1             | 0             | 0             | ―           | ―           | ―           | ―       | ―       | ―       | 3     | 0     | 0      |
| Total selección    | Total selección | 20        | 3         | 1         | 7             | 1             | 0             | 1           | 0           | 0           | 4       | 0       | 0       | 32    | 4     | 1      |
| 1. 2. 3.           |                 |           |           |           |               |               |               |             |             |             |         |         |         |       |       |        |

### Hat-tricks
| Partidos en los que anotó tres o más goles | Partidos en los que anotó tres o más goles | Partidos en los que anotó tres o más goles | Partidos en los que anotó tres o más goles | Partidos en los que anotó tres o más goles | Partidos en los que anotó tres o más goles | Partidos en los que anotó tres o más goles |
| N.º                                        | Fecha                                      | Estadio                                    | Partido                                    | Goles                                      | Resultado                                  | Competición                                |
| ------------------------------------------ | ------------------------------------------ | ------------------------------------------ | ------------------------------------------ | ------------------------------------------ | ------------------------------------------ | ------------------------------------------ |
| 1                                          | 22 de mayo de 2016                         | Campeones Olímpicos, Florida               | El Tanque Sisley - Defensor Sporting       |                                            | 5 - 6                                      | Torneo Clausura 2016                       |

### Resumen estadístico
| Torneo                  | Part. | Goles | Asist. |
| ----------------------- | ----- | ----- | ------ |
| Liga                    | 286   | 88    | 39     |
| Copas nacionales        | 16    | 2     | 1      |
| Torneos internacionales | 16    | 2     | 2      |
| Selección de Uruguay    | 32    | 4     | 1      |
| Total                   | 350   | 96    | 43     |

## Palmarés

### Títulos nacionales
| Título           | Club                 | País    | Año    |
| ---------------- | -------------------- | ------- | ------ |
| Primera División | Defensor Sporting C. | Uruguay | A-2017 |

### Distinciones individuales
| Distinción                                               | Año  |
| -------------------------------------------------------- | ---- |
| Mejor jugador de la etapa del Torneo Clausura - Fecha 13 | 2016 |